# مورن-هایتز، کبک
مورن-هایتز (به فرانسوی: Morin-Heights) شهری در منطقه شهری له پی-دان-او ناحیه لورانتید در استان کبک کانادا است. در سرشماری سال ۲۰۱۱ این شهر ۳٬۱۹۷ نفر جمعیت داشته‌است و مساحت آن ۵۵٫۴۲ کیلومتر مربع است.